# Magda Donato
Magda Donato (Madrid, 6 de febrer de 1898 - Ciutat de Mèxic, 3 de novembre de 1966) va ser una periodista, dramaturga, narradora i actriu espanyola, respectada àmpliament pel món periodístic, teatral i polític del seu temps, que va haver d'exiliar-se a Mèxic després de la Guerra Civil Espanyola.

## Biografia
Carmen Eva Nelken va néixer a Madrid el 1898, en el si d'una rica família jueva de comerciants que li va poder proporcionar una educació superior, i molt aviat, el 1917, va començar a escriure en el periòdic El Imparcial, diari de la família Gasset, on es va fer càrrec d'una secció titulada «Femenines», i més tard en altres periòdics o revistes madrilenys com Estampa, El Liberal, La Tribuna, Heraldo de Madrid, Informaciones, Blanco y Negro o España –revista fundada per Ortega y Gasset. Signava els seus articles com a Magda Donato, en un acte d'autoafirmació pròpia davant de la poderosa personalitat de la seva germana més gran, Margarita Nelken.

## Activitat periodística, literària i teatral
En l'ambient cosmopolita dels anys vint en què viu, Magda Donato treballa en diferents fronts. A més d'escriure i signar els seus articles al costat dels de Baroja, d'Ors o Azaña, fa els primers passos en el feminisme –al costat de María Lejárraga–, defensant un feminisme més crític i progressista que el que aleshores imperava, moderat i catòlic. I treballa també en diversos projectes teatrals alternatius.
Com a periodista, l'any 1931, va iniciar a Ahora una sèrie de reportatges sobre la vida de les dones a les diverses regions espanyoles, Castella, Catalunya, Astúries i Galícia. La periodista es proposava conèixer directament i mostrar en el reportatge les diferents modalitats de vida de les dones i també l'evolució que havien tingut en els darrers anys. Una altra sèrie de reportatges publicats entre 1932 i 1936 són els que ella mateixa anomenà «reportatges viscuts» –una novetat aleshores en el periodisme espanyol–, en els quals Magda Donato mostrava des de dins l'ambient que pretenia descriure –un manicomi, una presó, un alberg de captaires o les gires de les companyies teatrals de baixa categoria, per exemple– i en el qual s'havia infiltrat per a viure-hi d'incògnit durant algun temps i explicar-ho als seus lectorsː Un mes entre las locas. El mundo del misterio, visto entre bastidores. Con los cómicos de la legua...
A més de dedicar-se al periodisme, comença aviat a publicar alguns contes llargs a la col·lecció «La Novela de hoy», com La Carabina (1924) i Las otras dos (1931), o obres teatrals com ¡Maldita sea mi cara! (1929). Es dedicà també a la literatura infantil i publicà, juntament amb el seu company, l'il·lustrador i escenògraf Salvador Bartolozzi, Las Aventuras de Pipo y Pipa –que es publicaren a la revista Estampa a partir de 1928–, i Pinocho, una reelaboració del personatge de Collodi. Després aquests constituirien els personatges del “Teatro Pinocho”, que es va inaugurar el 1929 a Madrid. Els textos d'aquest teatre infantil renovador es van publicar amb els títols El bloqueo del castillo de Catapún (1924), El duquesito de Rataplán (1925) i Pipo, Pipa y el lobo tragalotodo (1936).
En l'àmbit del teatre, entrevistà per a la premsa Margarida Xirgu, Maria Guerrero o altres personatges de la faràndula, s'encarregà d'una secció de crítica teatral per a la pàgina cultural d'El Heraldo de Madrid, i col·laborà en la fundació del Teatro de la Escuela Nueva, amb Cipriano de Rivas Cherif. El seu interès pel teatre la portà a participar en diverses iniciatives experimentals com El Mirlo Blanco i El Cántaro Roto, i ingressar el 1928 en el grup de teatre El Caracol.

## L'exili
El 1939, al final de la Guerra Civil, es veié obligada a marxar cap a l'exili. Anà a França, i el novembre de 1941 arriba a Mèxic, on va començar la seva trajectòria com a actriu al grup Les comediéns de France. També va continuar publicant alguns libres per a nensː La estrella fantástica (1944), El niño de mazapán (1944), Pinocho en la isla de Calandrajo (1945). Va treballar com a actriu de teatre, cinema i televisió. Algunes de les seves pel·lícules més conegudes són La liga de las muchachas (1949), Curvas peligrosas (1950), El amor no es negocio (1949) i Caperucita y Pulgarcito contra los monstruos (1960).
La seva tasca com actoral seria reconeguda el 1960 amb el premi a la millor actriu, atorgat per l'Agrupament de Crítics de Teatre, per la seva interpretació a Las sillas, de Ionesco, un text que ella mateixa havia traduït.

## PremiMagda Donato
Després de la seva mort a Mèxic, el 1966, i tal com havia disposat, es va crear el Premi Magda Donato amb l'objectiu de reconèixer i premiar la millor obra escrita de l'any, premi que va ser administrat per l'Associació Nacional de Directors i Actors (ANDA) fins a la seva desaparició, el 1973. Al llarg d'aquests anys ha estat atorgat a autors com Ikram Antaki, Beatriz Espejo, José Emilio Pacheco, Ramon Xirau, Augusto Monterroso, María Luisa Mendoza, Angelina Muñiz-Huberman, Margo Glantz, Gabriel Zaid...